# Cheng Lian
Pour les articles homonymes, voir Cheng et Lian.
Cheng Lian (? - 198) est général sous Lü Bu. Servant à la base sous Tao Qian, il vient joindre les rangs de Lü Bu avec Zang Ba dans le conflit contre Cao Cao en 194. Dès lors, il participe à la défense de Puyang en appuyant Zhang Liao et avec d’autres généraux, bloque la retraite de Cao Cao. Toutefois, Cao Cao fut secouru. 
Après la perte de Puyang, Cheng Lian accompagne Lü Bu hors de Dingtao afin de brûler la forêt. Une embuscade est alors tendue par les forces de Cao Cao et Cheng Lian est tué, atteint d’une flèche tirée par Yue Jin.